# Rosa russanovii
Rosa russanovii es una especie de planta del género Rosa, de la familia Rosaceae.

## Taxonomía
Rosa russanovii fue descrita por Tkatsch. en 1979.

## Distribución
Se encuentra en el territorio de Tayikistán.